# Conus gloriamaris
Conus gloriamaris is een in zee levende slakkensoort uit het geslacht Conus. De slak behoort tot de familie Conidae. Conus gloriamaris werd in 1777 beschreven door Chemnit.

## Kenmerken
De ongeveer 13 cm lange schelp bevat een patroon van fijne streepjes, vlekjes en banden.

## Zeldzaamheid van de schelp
Tussen zijn ontdekking en half 20ste eeuw, toen zijn woonplaats beter gekend was, werd hij vaak beschouwd als de zeldzaamste schelp ter wereld. In oudere publicaties wordt hij ook zo vermeld.

## Leefwijze
Net zoals alle soorten binnen het geslacht Conus zijn deze slakken roofzuchtig en giftig. Zij bezitten een harpoenachtige structuur waarmee ze hun prooi kunnen steken en verlammen.